# 麻野村
麻野村（あさのむら）は、香川県仲多度郡にあった村。

## 歴史
- 1890年2月15日 - 町村制施行に伴い、多度郡大麻村（おおさむら）、生野村（いかのむら）が合併し、麻野村が発足。
- 1899年4月1日 - 多度郡が那珂郡と合併し、仲多度郡となる。
- 1901年11月3日 - 仲多度郡善通寺村、吉田村と合併し町制施行して善通寺町となり消滅。

## 出身・ゆかりのある人物
- 黒瀬與重郎[1]（香川県多額納税者、大地主） - 生野村・高田恵八郎の四男で、黒瀬與吉郎の養子[1]。